# Андрей Капеллан
Андрей Капеллан (лат. Andreas Capellanus) — автор средневекового латинского трактата о куртуазной любви.

## Биографические сведения
О жизни этого человека почти ничего не известно, кроме того, что в конце трактата он называет себя «Андреем, капелланом короля французского» (Людовика VII или Филиппа Августа). Предполагается, что он имел отношение ко двору Алиеноры Аквитанской, её дочери Марии Шампанской или их родственниц, Адели Шампанской и Елизаветы де Вермандуа.
Около 1184—1186 им был написан трактат «О любви в трех книгах» (De amore libri tres), также известный под названием «О науке куртуазной любви» (De arte honeste amandi); примерная датировка устанавливается по упоминанию планируемого брака венгерского короля Белы III и Маргариты Французской.
Трактат адресован некоему Готье, названному в тексте племянником короля Франции. Возможно, это Готье II де Вильбеон, великий камергер Франции.
Сочинение пользовалось широкой известностью, так как является единственным систематическим изложением концепции и этики куртуазной любви.

## De amore
Композиционно Андрей Капеллан отталкивается от популярных поэм Овидия Наука любви и Лекарство от любви, подводя, по выражению М. Л. Гаспарова, своеобразный итог «овидианскому возрождению» XII века.
Первые две книги посвящены тому как завоевать и удержать любовь, третья — тому, как избежать любви, при этом первая и вторая книги значительно превосходят третью по объему.
Первая книга, помимо теории, содержит восемь длинных диалогов, представляющих образцы любовного объяснения между различными категориями рыцарей и дам (по степени знатности), и пользовалась в средние века большим успехом в качестве руководства.
Во второй книге приведены различные решения куртуазного суда любви, якобы разрешавшего спорные любовные случаи. Высказывавшееся ранее мнение о реальном существовании таких судов, ныне признано маловероятным. Автор приводит 21 решение: семь от имени графини Марии Шампанской, пять от имени виконтессы Эрменгарды Нарбонской, по три от Алиеноры Аквитанской и Адели Шампанской, два от Елизаветы де Вермандуа, одно от имени собрания гасконских дам.
Затем приводится список из 31 правила благородной любви, введенный Царем Любви для рыцарей короля Артура.
Куртуазная любовь, воспеваемая Андреем, это любовь внебрачная, ибо только в ней может проявиться рыцарское вежество; любовь супружеская и любовь чувственная, доступные всем, независимо от сословия и культуры, в трактате не рассматриваются.
Третья книга являет прямую противоположность первым двум, и от восхваления дамы автор переходит к перечислению пороков женщины, заслуживающей, в силу своей природы, всяческого презрения.

Он утверждает, что женщина не может любить так же как мужчина, поскольку она прежде всего ищет обогащения. Женщина наделяется в трактате самыми разнообразными пороками — она скупа, завистлива, ревнива, злоязычна, болтлива, прожорлива, лжива, склонна к стяжательству, неверна, непослушна, суетна, тщеславна, горда, распутна, открыта всякому злу. Все эти грехи достались ей в наследство от Евы, заранее запрограммировав женскую природу.— Топорова А. В. Ранняя итальянская лирика, с. 114—115
В этой части своего сочинения Андрей Капеллан примыкает к богатой раннехристианской и средневековой антифеминистской литературной традиции.
Явное противоречие между идеалом куртуазной любви и христианской моралью Андрей пытается преодолеть с помощью утверждения, что поскольку благородная любовь (fin'amor) приводит людей к благу, она не может быть неугодна Богу.
Относительно допустимости любви для клириков, он, в соответствии с правилами утверждает: «не дозволена клирику любовь», но затем дает вполне утилитарный совет.

Но как едва ли кому надо прожить без плотского греха, и как клирики житьем их продолжительным во праздности и в изобильной пище предо всеми прочими людьми естественно предрасположены к искушению телесному, то если какой клирик возжелает подвергнуться под испытания любовные, то да будет он в речах таков, как то сословие и состояние, которому принадлежал он по истоку крови своей и о которых посословно выше сказано достаточно; так да прилежит и он к любовному воинству.— Андрей Капеллан. О любви. I. 7. О любви клириков

## Значение
По мнению исследователей, «историко-культурная ценность трактата Андрея огромна». Он надолго стал кодексом европейской куртуазности. Трактат "De amore" не только сформулировал положения куртуазной этики, но стал отправной точкой для размышлений о природе любовного чувства в наследовавших трубадурам и труверам итальянских поэтических школах. Поэты-сицилийцы, тосканцы и стильновисты в своих поисках исходили из принципа, предложенного в трактате:

Любовь есть некоторая врожденная страсть, проистекающая из созерцания и неумеренного помышления о красоте чужого пола, под действием каковой страсти человек превыше всего ищет достичь объятий другого человека и в тех объятиях по обоюдному желанию совершить все, установленное любовью.— Андрей Капеллан. О любви. I. 1. Что есть любовь
Из-за явного несоответствия принципам христианской морали трактат был 7 марта 1277 осужден парижским епископом Этьеном Тампье.